# Taboadela
Taboadela – gmina w Hiszpanii, w prowincji Ourense, w Galicji, o powierzchni 25,19 km². W 2011 roku gmina liczyła 1642 mieszkańców.